# André Neles
Pour les articles homonymes, voir Neles.
André Moreira Neles, né le 4 janvier 1978 à Patrocínio et mort le 6 février 2020 à Uberlândia, est un footballeur international équato-guinéen d’origine brésilienne. Il évolue au poste d’attaquant de pointe.
Il commence à Uberlândia, mais ne gagne une certaine reconnaissance qu’au Atlético Mineiro. Après des performances convaincantes, il signe avec Benfica en 2000, mais ne parvient jamais à s’imposer dans le onze de départ, passant les quatre années suivantes en prêt dans plusieurs clubs, dont Vitória, Internacional et Palmeiras. En 2004, il signe avec Marítimo, mais n’y reste que quelques mois, changeant de club presque chaque année, principalement dans les divisions inférieures brésiliennes. Né et élevé au Brésil, il obtient la nationalité de la Guinée équatoriale en 2007 et remporte 3 sélections internationales avec son équipe nationale entre 2007 et 2011.

## Biographie

### Début de carrière et Benfica
Né à Patrocínio dans l’État brésilien de Minas Gerais, Neles commence à Uberlândia en 1996, où il passe deux saisons. En 1998, il rejoint Anápolis pour une brève période, avant de s’engager avec Villa Nova, où il attire l’attention du Atlético Mineiro, qui le signe début 1999. Il fait ses débuts le 18 juillet 1999 contre une équipe d’Itaúna et, après de bonnes performances dans le Campeonato Mineiro, il gagne la reconnaissance des supporters,. Le 11 mai 2000, lors des huitièmes de finale de la Copa Libertadores 2000, Neles crée un but crucial pour Marques, permettant à l’Atlético Mineiro d’amener le match aux tirs au but. En décembre 2000, il signe avec Benfica pour un montant rapporté par Record à 2,5 millions d’euros pour seulement la moitié de ses droits économiques. Il fait ses débuts lors d’un match amical contre le CSKA Sofia le 10 janvier 2001, marquant le but d’ouverture dans un match nul 1-1. Cependant, en matchs officiels, Neles n’est qu’un joueur remplaçant et il peine à obtenir du temps de jeu Avec une forte concurrence de Pierre van Hooijdonk et João Tomás, il ne marque qu’une seule fois en neuf apparitions.
En juillet 2001, Neles est prêté pour la première fois par Benfica, rejoignant Marítimo pour une durée d’un an. Il a commenté son éviction par Toni en disant : « Je pense que je n’ai pas eu une véritable opportunité à Benfica. Pas un seul match de championnat dans le onze de départ ; seulement en tant qu’option sur le banc. Le départ d’un match, uniquement en matchs amicaux. Bien sûr, il est difficile de performer ainsi. » Il avoue également avoir choisi Marítimo parce qu’ils s’étaient qualifiés pour la Coupe UEFA, refusant des offres de Atlético Paranaense, Internacional et Portuguesa de Desportos. Son passage là-bas est seulement modérément réussi, avec deux buts en 12 matchs : un but décisif contre Boavista le 10 décembre et un but égalisateur contre Varzim le 23 décembre,. En janvier 2002, André retourne à Benfica et est prêté une seconde fois, cette fois au Brésil, à Vitória.
Là-bas, il remporte le Campeonato Baiano et inscrit 31 buts toutes compétitions confondues, dont 10 en Série A, dont un but décisif contre Palmeiras le 17 novembre, qui assure leur relégation,,. Début 2003, il est prêté une troisième fois, rejoignant Internacional jusqu’en décembre. De son précédent prêt, il reconnaît que revenir au Brésil lui a fait du bien ; il a beaucoup mûri et espère revenir à Benfica. Il commence bien à Internacional, avec trois buts en cinq matchs dans le Brasileirão 2003, mais peu après, une blessure au genou freine son élan. Quelques mois seulement après avoir rejoint Internacional, il rejoint Palmeiras, alors en deuxième division. Son passage là-bas est un échec, avec un seul but marqué, le 9 août contre Portuguesa, et il passe la majeure partie du temps en tant que remplaçant derrière le jeune Vágner Love, âgé de 19 ans,.
En janvier 2004, Neles met fin à sa relation avec Benfica et signe avec Marítimo pour une saison et demie Cependant, des problèmes hors du football entraînent son départ rapide. En juin, il retourne au Brésil pour jouer avec Atlético Mineiro en Série A. À la mi-2004, il change de club pour la troisième fois de l’année, signant avec Figueirense, où il marque un but en cinq matchs. En 2005, il rejoint Fortaleza et ne joue qu’une seule fois avec eux, passe une année dans la Saudi Premier League avec Ettifaq FC, puis un passage de deux mois avec Ipatinga. En 2008, Neles rejoint Grêmio Barueri, où il ne joue qu’un match de championnat avant d’être prêté successivement à Botafogo-SP et Ceará. Il retourne à Botafogo-SP en 2010, jouant dans le Campeonato Paulista do Interior, devenant le meilleur buteur de l’équipe avec cinq buts et remportant le championnat. La même saison, il joue pour Oeste en Série D et pour Icasa en Série B,. En février 2011, à 33 ans, il signe avec América-RN et réalise de bonnes performances dans le championnat de l’État, restant toute la saison avec América,.
En décembre 2011, il signe avec le Marcílio Dias dans le Campeonato Catarinense, mais seulement deux mois plus tard, il retourne dans son club d’enfance, Uberlândia. En août, il effectue un second passage à Icasa, qui évolue désormais en Série C. Neles signe avec le São Carlos FC (en) en janvier 2013, jouant pour eux dans la deuxième division du Campeonato Paulista. En 2014, il joue au CEOV Operário (en), aidant l’équipe à finir deuxième du Campeonato Mato-Grossense et en mai 2015, il rejoint le Rio Branco dans le Campeonato Paulista Série A2 (en).

### En sélection
En 2007, Neles s’est vu offrir deux cent mille dollars, plus dix mille supplémentaires par match, pour changer de passeport et représenter la Guinée équatoriale. Bien qu’il ait une arrière-grand-mère d’origine africaine, il a accepté de jouer pour la Guinée équatoriale à cause de l’argent offert par la Fédération de Guinée équatoriale de football. Il a fait ses débuts en 2007 et, selon lui, a joué 10 matchs et marqué quatre buts. Deux de ces matchs étaient des rencontres qualificatives pour la Coupe du Monde 2010. En février 2011, il est revenu en sélection après deux ans et demi d’absence internationale, pour un match amical contre le Tchad.

## Palmarès
Atlético Mineiro
Campeonato Mineiro :
- - Vainqueur : 2000.

 Vitória
Campeonato Baiano :
- - Vainqueur : 2002.

 Fortaleza
Campeonato Cearense :
- - Vainqueur : 2005.

 Grêmio Barueri
Campeonato Paulista :
- - Vainqueur : 2008.

 Botafogo-SP
Campeonato Paulista :
- - Vainqueur : 2010.